# Javier Recio Gracia

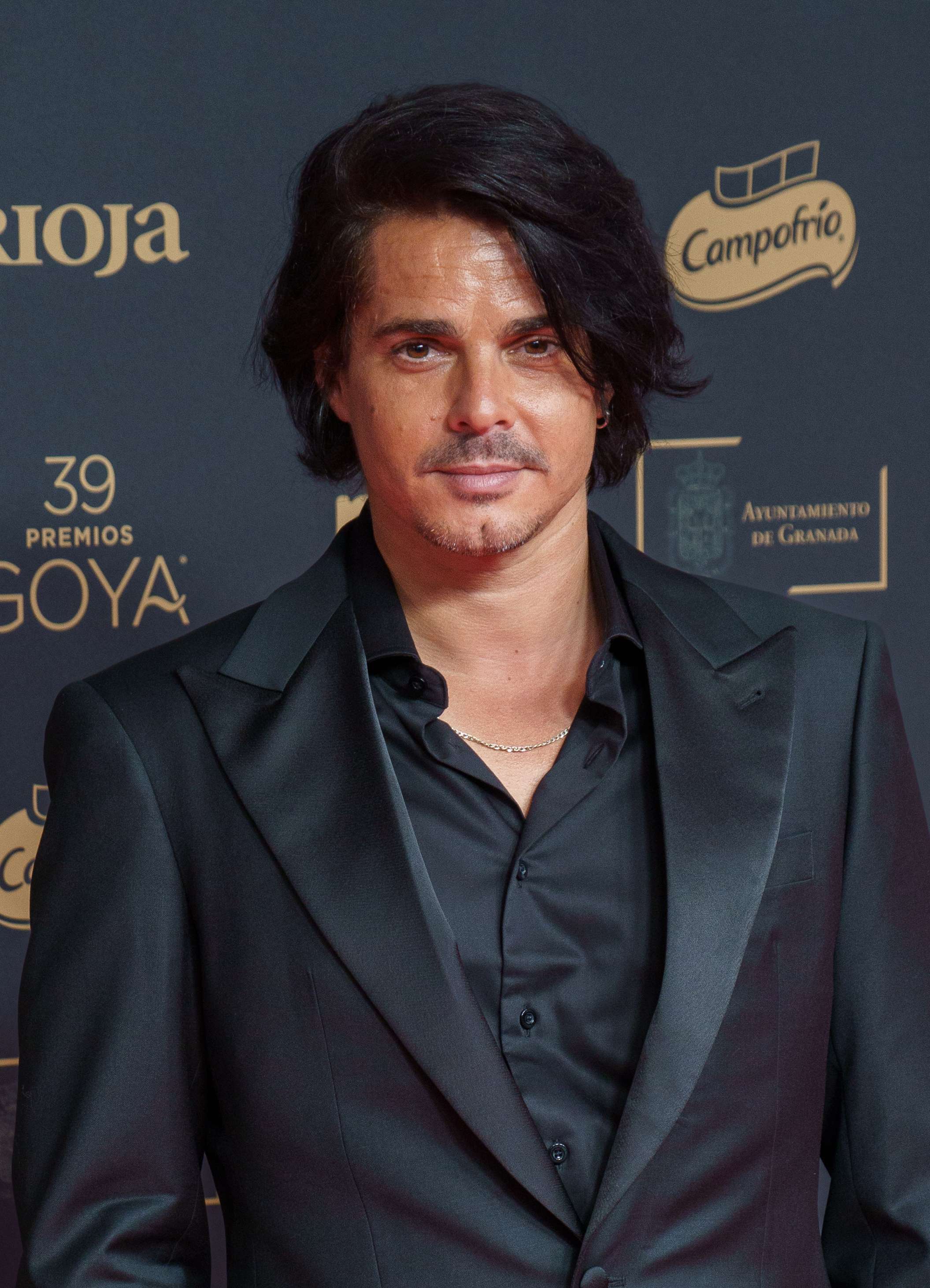
Javier Recio Gracia, 2025

Javier Recio Gracia (* Juli 1981 in Madrid Spanien) ist ein spanischer Animator und Regisseur. Für seine Regie am Kurzfilm La dama y la muerte (2009) wurde er 2010 für den Oscar nominiert.

## Leben
Javier Recio Gracia wuchs in Madrid, Spanien und später in Granada auf. Bereits in seiner Jugend begann sein Interesse am Zeichnen. Mit 16 Jahren gab er zusammen mit einigen Freunden eine eigene Independent-Comicreihe namens Proyecto heraus. Nach der Schule studierte er an der Universität Complutense Madrid Kunst und begann 2005 bei Kandor Graphics, einem Zeichentrickstudio, das von Antonio Banderas, Manuel Sicilia und Raúl García gegründet wurde, zu arbeiten. 2006 erhielt er dort einen Festvertrag. 2008 erschien sein erster Film Schlau wie ein Luchs, bei dem er sowohl als Zeichner als auch als Storyboard-Animator mitwirkte. 2009 durfte er seinen ersten eigenen Film umsetzen, den Kurzfilm La dama y muerte, der 2010 den Goya als „Bester Kurzfilm“ erhielt. Bei der Oscarverleihung 2010 gewann jedoch Logorama.
Recio Gracia ging anschließend in die Vereinigten Staaten, wo er eine Anstellung bei DreamWorks in Los Angeles, Kalifornien fand. Seine erste Arbeit für das Studio war der Film Die Hüter des Lichts (2012).

## Filmografie
- 2008: Schlau wie ein Fuchs (El lince perdido) (Zeichner und Storyboard)
- 2009: La dama y la muerte (Kurzfilm, Regie, Drehbuch, Zeichnungen)
- 2012: Die Hüter des Lichts (Guardian of the Stars) (Zeichner und Storyboard)